# الوايلي (حي)
حى الوايلى أحد أهم الأحياء الشعبية ذات الكثافة السكانية العالية في مصر. نشأ في ستينيات القرن العشرين ويسمى بالوايلى الكبير وذلك للتفرقة بينه وبين حي الوايلى بالعباسية. ويضم العديد من المصانع والشركات.

## تقسيم
يتبع قسم حدائق القبة
ومن أشهر الشوارع شارع الساقية وشارع الخليج المصري وشارع صابر الطويل وشارع داير الناحية وحارة طة الشيمى وشارع على الخياط، ويعد شارع عشرة بمثابة أشهر شارع تجاري ويأتي له العديد من المواطنين لشراء احتياجاتهم منه وكما ينافس شارع عشرة شارع ترعة القبة وهو أصبح الآن شارع تجاري من الطراز الأول ويوجد بالحي سوق للخضار والفاكهة أيضا يوجد حي الوايلي الكبير بالقرب من ميدان حدائق القبة لذا فهو يتبع قسم شرطة حدائق القبة أيضا هو بالقرب من منطقة الزاوية الحمراء والأميرية ويحيط حي الوايلي من الشرق قصر القبة ومن الشمال منطقة مصانع الأدوية بالأميرية ومن الجنوب شارع سكة الوايلي.